# Ben 10: Ultimate Alien
Ben 10: Ultimate Alien is een Amerikaanse animatieserie, die van april 2010 tot maart 2012 werd uitgezonden. Het is de derde serie uit de Ben 10-franchise. De serie debuteerde op 23 april 2010 in de Verenigde Staten, een maand na afloop van de serie Ben 10: Alien Force. De serie droeg aanvankelijk de werktitel "Ben 10: Evolution". De serie telt 52 afleveringen.

## Verhaal
De serie speelt zich enkele weken na Ben 10: Alien Force af. De nu 16 jaar oude Ben moet leren omgaan met de Ultimatrix, de opvolger van de Omnitrix. De situatie wordt lastig wanneer een fan van Ben, Jimmy, Bens geheim wereldwijd bekendmaakt, waardoor Ben een heldenstatus krijgt maar ook mikpunt wordt van wantrouwen. Samen met Gwen, Kevin en zijn grootvader Max zet Ben zijn strijd tegen buitenaardse bedreigingen voort.
Het eerste seizoen draait om de strijd met een alien genaamd Aggregor, die uit is op de krachten van de goddelijke Celestialsapiens. Het tweede seizoen bevat grotendeels losse verhaallijnen, maar draait verder om de strijd van Ben en co tegen de Forever Knights, nu geleid door Sir George, en een demon genaamd The Diagon. Aan het eind van de serie ontvangt Ben een nieuwe, geperfectioneerde Omntrix.

## Personages
- Ben Tennyson – de 16 jaar oude protagonist van de serie. Ben heeft in deze serie een eigen auto genaamd de DX Mark.
- Gwen Tennyson – Bens nichtje en een ervaren magiër. Ze kan tevens veranderen in een alien doordat haar voorouder een Anodite was.
- Kevin Levin – Bens arrogante vriend. Hij kan nu ook zijn ledematen veranderen in verschillende wapens.
- Julie Yamamoto – Bens vriendin.
- Agreggor – een mysterieuze alien en de eerste antagonist van de serie.
- Old George – een oude man die later de oprichter van de Forever Knights blijkt te zijn.
- Vilgax – de eerste schurk van de eerste series keert terug. hij duikt op in seizoen 2.
- The Diagon – een demon die al 100 dimensies heeft veroverd en het nu op de aarde voorzien heeft. Hij duikt op in seizoen 2.

## Ultimatrix
De Omnitrix uit de vorige twee series is vernietigd. Daarom gebruikt Ben in deze serie een nieuw apparaat genaamd de Ultimatrix. De Ultimatrix lijkt op een horloge, en heeft alle krachten en vaardigheden van de originele Omnitrix plus extra vaardigheden. Zo kan hij sommige van Bens aliengedaantes upgraden naar een zogenaamde ultieme vorm. In tegenstelling tot de Omnitrix kan Ben de Ulimatrix naar believen van zijn pols verwijderen.
In de aflevering The Ultimate Enemy Part 2,neemt Azmuth het Ascalon en de Ultimatrix terug mee naar zijn planeet. In ruil hiervoor krijgt Ben de enige echte Omnitrix waar Azmuth 6 jaar aan heeft gewerkt. Ook heeft Azmuth in die aflevering bekendgemaakt dat de Omnitrix uit Ben 10 en Ben 10: Alien Force en de Ultimatrix maar prototypes zijn.

## Cross-over
Ben 10: Ultimate Alien heeft een cross-over met de serie Generator Rex, getiteld Ben 10/Generator Rex: Heroes United. De cross-over is een uitgebreide aflevering van Generator Rex.

## Videospel
Een videospel gebaseerd op de serie, getiteld Ben 10 Ultimate Alien: Cosmic Destruction, werd op 5 oktober 2010 uitgebracht voor de 360, PS2, DS/DSi/3DS, PSP, Wii en PS3.
Het spel Ben 10: Galactic Racing hoort ook bij deze serie.

## Cast
- Dee Bradley Baker – Humungousaur/Ultimate Humungousaur, Jet Ray, Chromastone, Spidermonkey/Ultimate Spidermonkey, Echo Echo/Ultimate Echo Echo, Big Chill/Ultimate Big Chill, Upchuck, Cannonbolt/Ultimate Cannonbolt, Lodestar, Swampfire/Ultimate Swampfire, Armodrillo, Goop, Bivalvan, Nanomech, Way Big, Brainstorm, Water Hazard, Terraspin, AmpFibian, Heatblast, NRG, Diamondhead, Wildmutt/Ultimate Wildmutt, ChamAlien, Spitter, Arcticguana, Sevenseven, Pickaxe Aliens, SSSerpent, Fourarms (On 16 year old Ben), Andreas, P'andor, Ra'ad, Computron, Cerberus, Psyphon, Barry, Harvey Hackett, Cyborg, Plant Alien, Lucubra, Sir Reginald, Trumbipulor, Ultimate Ben 10,000, Prisoner 775
- Greg Cipes – Kevin Levin, Robotic Guard, Forever Knights
- John DiMaggio – Will Harangue, Colonel Rozum, Aggregor, Ultimate Rath, Vulkanus, Zombozo, Galapagus, Forever Knights, Addwaitya, Fourarms (On 10 year old Ben), Octagon Vreedle, Magister Coronach
- Paul Eiding – Grandpa Max Tennyson
- Ashley Johnson – Gwen Tennyson, Sunny Tennyson
- Yuri Lowenthal – Ben Tennyson, Forever Knights, Buzz, The Ultimatrix, AmpFibian (in "Fused"), Alien Prisoner, Eon, Synthroid
- Vyvan Pham – Julie Yamamoto, Mrs. Jones, Ship